# Don E. Fehrenbacher

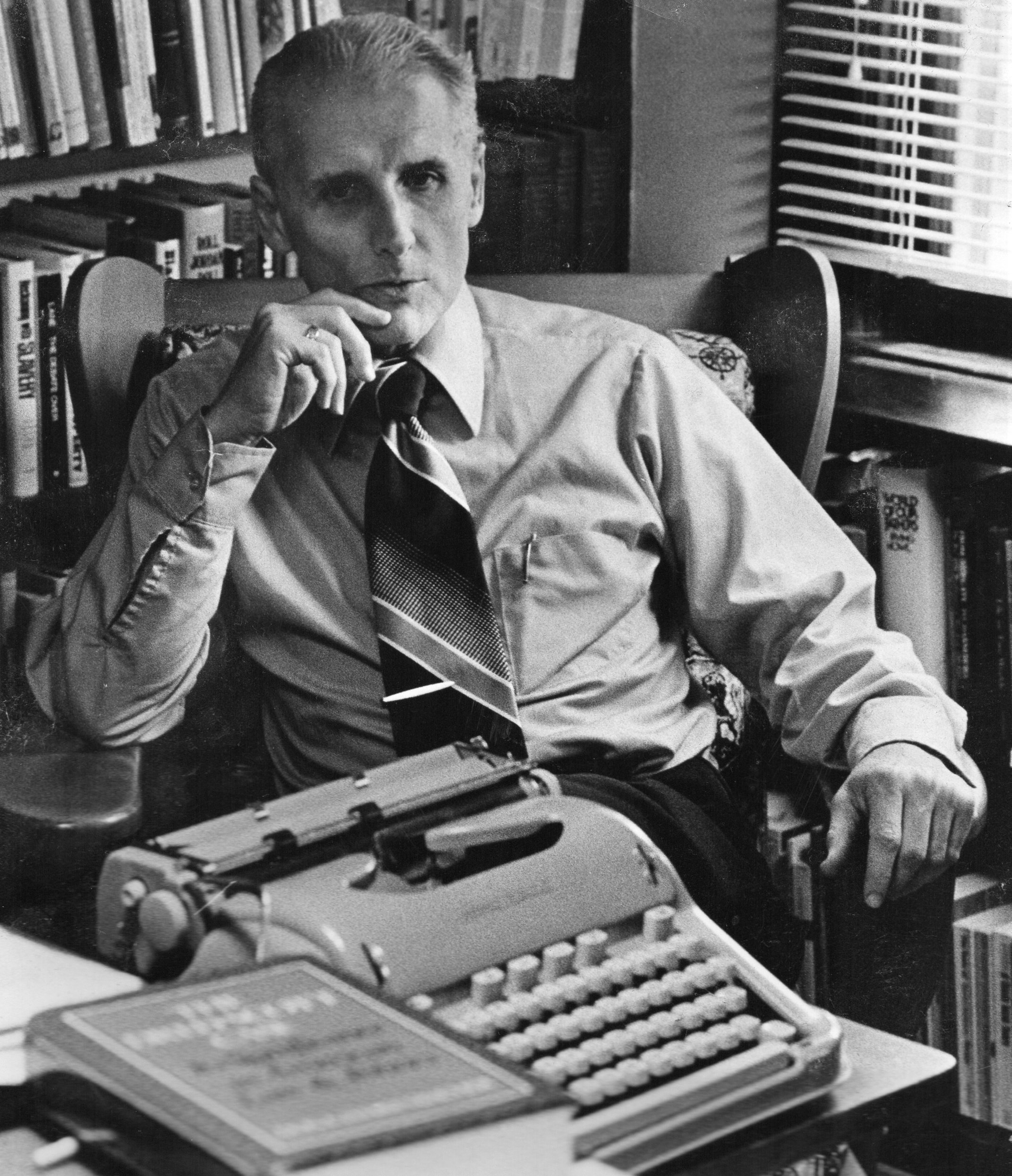
Don Fehrenbacher

Don Edward Fehrenbacher (* 21. August 1920 in Sterling, Illinois; † 13. Dezember 1997 in Stanford, Kalifornien) war ein US-amerikanischer Historiker, spezialisiert auf amerikanische Geschichte des 19. Jahrhunderts. Er war Professor an der Stanford University.
Fehrenbacher studierte an der Cornell University mit dem Bachelor-Abschluss 1946 sowie an der University of Chicago mit dem Master-Abschluss 1948 und der Promotion 1951. Im Zweiten Weltkrieg war er als Bomber-Navigator über Deutschland eingesetzt. Von 1949 bis 1953 lehrte er am Coe College in Iowa und ab 1953 an der Stanford University, wo er seit 1966 William Robertson Coe Professor of American Studies war. 1984 ging er in den Ruhestand.
Er war Gastprofessor an der University of Oxford (Harmsworth Professor of American History 1967/68), am College of William & Mary (1973/74), am University College London (1978) und an der Louisiana State University (1978).
Er befasste sich unter anderem mit Abraham Lincoln (und galt in den USA als einer der führenden Experten für Lincoln), dem in der Vorgeschichte des Sezessionskriegs wichtigen Urteil des Supreme Court, Dred Scott v. Sandford (1857), und allgemein mit der Sklaverei in den Vereinigten Staaten, der Westexpansion, der Geschichte Kaliforniens und der Verfassungsgeschichte. Sein Buch über den Dred Scott Fall erhielt 1979 den Pulitzer-Preis und ebenso ein Buch über die Vorgeschichte des Bürgerkriegs, das er für David M. Potter (auf dessen Wunsch hin) vollendete. Der Historiker C. Vann Woodward nannte sein Buch über den Dred-Scott-Fall die wahrscheinlich gründlichste Untersuchung über ein Urteil des Supreme Court, die jemals veröffentlicht wurde.
1997 erhielt er den Lincoln-Preis für sein Buch über den Dred Scott Fall und Prelude to Greatness: Lincoln in the 1850s. 1996 veröffentlichte er nach zwölf Jahren Arbeit (zusammen mit seiner Frau Virginia) ein Buch mit 1900 Zitaten von Lincoln (nach dem Zeugnis von über 500 Zeitgenossen).
Er war Mitglied der American Academy of Arts and Sciences und war Guggenheim Fellow.

## Schriften
- Chicago Giant: A Biography of "Long John" Wentworth, 1957
- Prelude To Greatness: Lincoln In The 1850s, 1962
- A Basic History of California 1964
- Abraham Lincoln: A Documentary Portrait Through His Speeches and Writings, 1964
- California: An Illustrated History, 1968
- Changing Image of Lincoln in American Historiography, 1968
- Era of Expansion 1800-1848, 1969
- The Leadership of Abraham Lincoln, 1970
- Manifest Destiny and the Coming of the Civil War, 1840-1861, 1970
- Leadership of Abraham Lincoln (Problems in American History), 1970
- mit David M. Potter The Impending Crisis 1848-1861, Harper and Row 1976
- Tradition, Conflict and Modernization (Studies in Social Discontinuity), 1978
- The Dred Scott Case: Its Significance in American Law and Politics, 1978
- The Minor Affair: An Adventure in Forgery and Detection, 1979
- The South and Three Sectional Crises, 1980
- Slavery, Law, and Politics: The Dred Scott Case in Historical Perspective, 1981
- Lincoln in Text and Context: Collected Essays, 1987
- Herausgeber Abraham Lincoln: Speeches and Writings 1832-1858, 2 Bände, 1989
- Constitutions and Constitutionalism in the Slaveholding South, 1989
- Sectional Crisis and Southern Constitutionalism, 1995
- mit Ward M. McAfee: The Slaveholding Republic: An Account of the United States government's Relations to Slavery, 2005 (erhielt den Avery O. Craven Award)
- Herausgeber: Recollected Words of Abraham Lincoln, Stanford University Press 1996